# 連邦首相 (オーストリア)
連邦首相（れんぽうしゅしょう、ドイツ語: Bundeskanzler) はオーストリア共和国連邦政府（内閣）の長。同国の政府の長であり、最も強大な行政権を有する。
ドイツの連邦首相と異なり、オーストリアの連邦首相には政策に関して連邦大臣を拘束するような指針を策定する権限が与えられていない。これは憲法の規定によるもので、連邦首相は連邦政府(内閣)における同輩中の首席（Primus inter pares）ではあるが、ほかの連邦大臣と同等に扱われる。しかしながら実際には、連邦大統領が各連邦大臣を任命するさいには連邦首相の推薦を要し、また連邦大臣の解任においても連邦首相が連邦大統領に対して同意することを要するため、オーストリアの政治制度において連邦首相の権限は突出したものとなっている。連邦首相はウィーン1区のバルハウスプラッツ2番にある連邦首相府で職務にあたる。

## 任免
連邦首相が連邦大統領によって任命されるようになったのは修正連邦憲法が施行された1929年12月7日のことで、それまでは国民議会が連邦政府を選出していた。憲法の規定では、連邦大統領は自由に連邦首相を任命することができるが、実際には国民議会の多数派から選出しなければならない。
連邦首相は連邦大統領に対してほかの連邦大臣の人選について提議することができる。宣誓がなされたことをもって連邦政府および連邦首相はただちに権限が与えられることになり、連邦政府の任命のさいには国民議会の認証を必要としない。しかし国民議会は連邦政府または個別の連邦大臣に対する不信任を決議することができ、これにより連邦大統領は連邦政府または個別の連邦大臣を解任しなければならない。また連邦大統領は連邦首相の提議を受けて個別の連邦大臣を解任することができる。

## 任期
連邦首相の任期は連邦大統領、あるいは国民議会とは異なり一定ではない。これは連邦首相が随時任命されうるためである。連邦首相およびほかの連邦大臣の任命については憲法上は、国民議会選挙や連邦大統領選挙、またその任期とは関係がない。しかしながら連邦政府は通常、国民議会総選挙後に連邦大統領に対して辞表を提出する。この総辞職は法令上の義務ではないが、民主的に行われた選挙と連邦大統領に対する敬意を表すものである。
また国民議会による不信任決議の可決には過半数の賛成を要する。さらに理論上は、連邦大統領は自らの裁量で連邦首相を任命することができるため、憲法の規定上はより厳然とした地位を与えられている連邦大統領が新たに選出されたときは連邦政府は、規定がないとはいえ、連邦政府が総辞職するということが起こりうる。このように連邦首相の任期について、法令の定めによる期限は定められていない。
なお仮に国民議会総選挙後に連邦首相が辞職しないということが起こった場合、連邦政府の任期と立法府の任期とを連動させるべきであると考えられていることから、国民議会が不信任決議を採択したり、連邦大統領が連邦首相を罷免したりすることになりえる。

## 権限

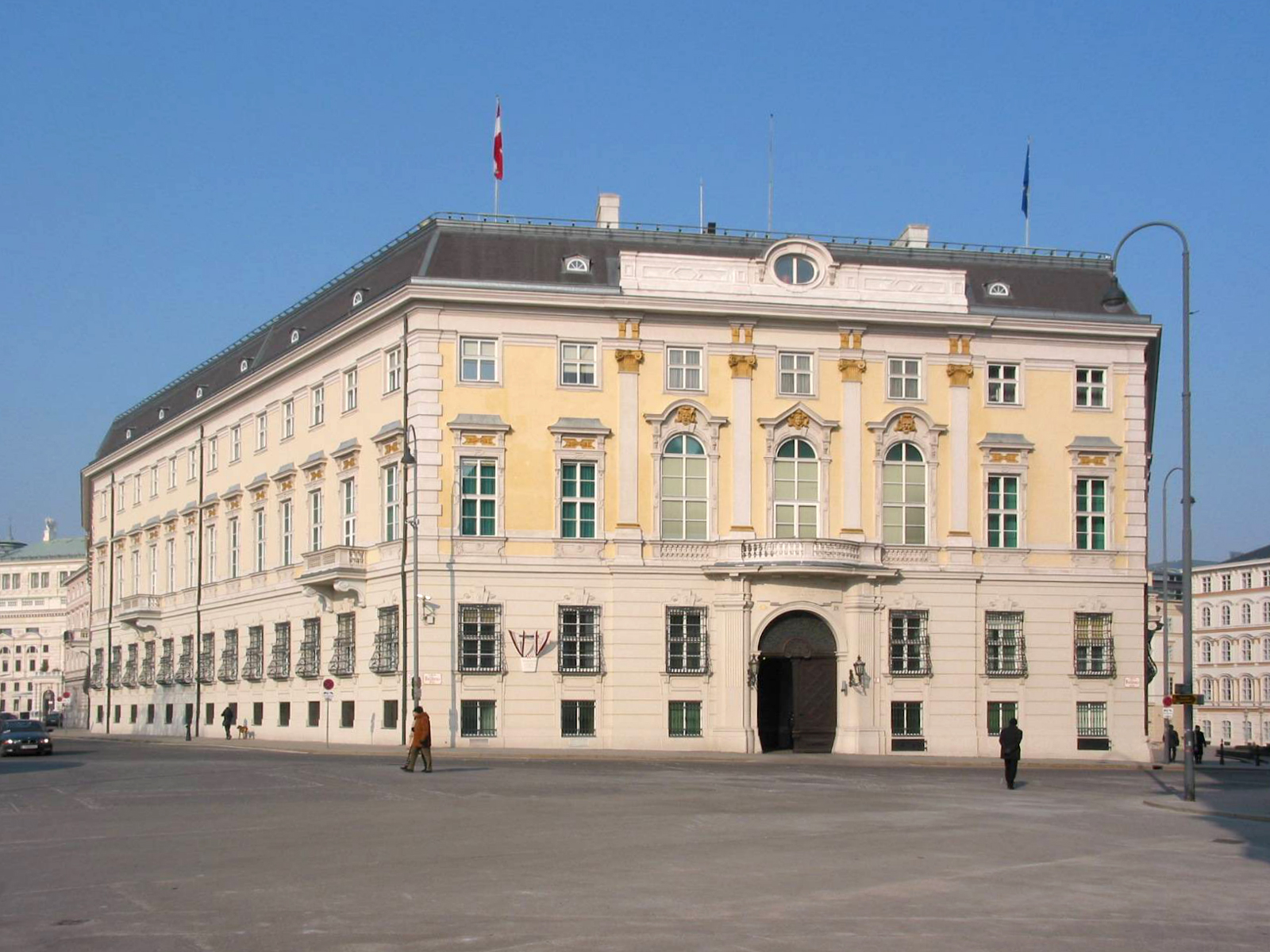
連邦首相府

連立政権でそれぞれの会派がほぼ同じ勢力を有していないという場合においても、連邦首相は、俗には単に "Kanzler" （首相）と呼ばれるが、一般的にはオーストリア国内の政治実務で最大の権限を持っていると考えられている。プロトコール上の順位は連邦大統領、国民議会・連邦議会両議長に次ぐ第4位の地位となる。
連邦首相は連邦政府の業務を調整する目的で連邦政府会議（閣議）を通常は週に1度招集し、議事を進行させる。連邦大臣から出される政府案は前もってすべての連邦省、すべての連邦州、多くの利害関係を有するものによる、いわゆる調査手続きを経たもので、連邦政府会議で決定を行い、また必要に応じて全連邦大臣の合意を得て修正を加えたのち、連邦首相がこれを決裁して国民議会議長に政府案を送る。議会で可決され、連邦大統領が認証した法律は、連邦首相も連邦憲法に従ってこれに連署する。法律は連邦大統領と連邦首相の2つの国家機関の署名がなされて初めて法的効力を有するようになる。このような法律は連邦首相によりただちに官報に掲載のうえ公布される。
オーストリアの連邦首相はドイツの連邦首相とは異なり、憲法上は原則的に連邦大臣に対して連邦政府の指針を定める権限を有していない。連邦首相が連邦大臣との相対で優位とされるのは、連邦憲法で定める、連邦大統領が「連邦首相の提議を受けて」連邦大臣の任免を行う手続きのときである（連邦大統領が連邦首相または連邦政府全体の解任を行うときは提議を要しない）。ところが実際には、連立政権における連邦首相は、議会における多数を維持できなくなるおそれがあることから、連立相手の会派に所属する連邦大臣の解任を提議するということはない。
連邦首相が実務において最大の権限を有しているというのは、個人的な権力の強さ、またはその人物が最大政党の党首であるということによるところがかかわっている。とくに連邦首相の権限が強いとされるのは、連邦財務相が連邦首相の信用を得ており、行動を同じくするというところによる。連邦首相は、ほかの連邦大臣と同様に、予算質疑において連邦財務相と一致していなければならないのである。
ところが連邦首相を取り巻く状況でこのような優位性が生じなかった例外がある。2000年に第3会派であった国民党 (ÖVP) 党首のヴォルフガング・シュッセルが連邦首相に就き、その第1次政権では連邦財務相が同党から選任されなかったということがある。このときの連邦首相の影響力は自党内に留まるものであった。
連邦首相の連邦政府会議における議決権は、その地位があくまでも連邦政府内の首席というものに留まるため、ほかの連邦大臣と同等のものである。連邦首相は連邦政府としての協議の結果をまとめるさいに、連邦首相府が担当する分野については率先することになるが、各連邦省が担当する分野では担当大臣が率先することになる。外務省が独立した組織として設置される以前は連邦首相が外交分野を担っていたが、のちに専任の大臣が独自に外交政策を担うようになった。最近の連邦首相はスポーツ担当相を兼ねている。
2007年以降の連邦政府において社会民主党の連邦首相アルフレート・グーゼンバウアーは、副首相・財務相を保守系の国民党に所属するヴィルヘルム・モルテラーが務めていることから、連邦首相としての権限が抑えられているような状況にある。これは2008年12月に発足したファイマン政権でも同様であり、国民党党首のヨゼフ・プレルが副首相・財務省についている。このような状況では政権が行き詰まるおそれがある。連立を組む政党がほぼ同じ勢力を持っているときは連邦大臣の役職を二分することになる（2000年には国民党から連邦首相が、自由党 (FPÖ) から財務相がそれぞれ選任され、また2007年以降は社会民主党から連邦首相が、国民党から財務相がそれぞれ選任されている）。また2007年以降は財務相が副首相職を兼務しているが、法律上は連邦首相と同じくとくにほかの連邦大臣に対する権力を持つことにはならないものの、議会においては両党がほぼ同じ勢力を持っており、実際の面では副首相職と財務相職とを兼ねるということは連邦首相の権限を政治的に抑えるということになる。
連立を構成する政党のなかでより勢力が大きく、また連邦大臣職を自党で独占することができた高い影響力を持っていたり、あるいは単独政権を樹立することができたりした連邦首相は、第二共和政においてはヨゼフ・クラウスとブルーノ・クライスキーだけで、両者は内政においてより強力な権限を有していた。

## 歴代連邦首相

### 第一共和政
| 代 | 連邦首相の氏名                                             | 連邦首相の氏名 | 所属政党                                 | 在任期間                        | 連立与党                                    |
| -- | ---------------------------------------------------------- | -------------- | ---------------------------------------- | ------------------------------- | ------------------------------------------- |
| 1  | カール・レンナー Karl Renner (Staatskanzler)               |                | オーストリア 社会民主労働党 (SDAPÖ)      | 1918年11月12日 - 1920年7月7日   | キリスト教社会党 (CS) 大ドイツ人民党 (GDVP) |
| 2  | ミヒャエル・マイアー Michael Mayr                          |                | キリスト教 社会党 (CS)                   | 1920年7月7日 - 1921年6月21日    | 社会民主労働党 (SDAPÖ)                      |
| 3  | ヨハン・ショーバー Johann Schober （第1次）                |                | 無所属 （官僚）                          | 1921年6月21日 - 1922年1月26日   | キリスト教社会党 (CS) 大ドイツ人民党 (GDVP) |
| 4  | ヴァルター・ブライスキー Walter Breisky                    |                | キリスト教 社会党 (CS)                   | 1922年1月26日 - 1922年1月27日   | なし                                        |
| 5  | ヨハン・ショーバー Johann Schober （第2次）                |                | 無所属 （官僚）                          | 1922年1月27日 - 1922年5月31日   | キリスト教社会党 (CS) 大ドイツ人民党 (GDVP) |
| 6  | イグナーツ・ザイペル Ignaz Seipel （第1次）                |                | キリスト教 社会党 (CS)                   | 1922年5月31日 - 1924年11月20日  | 大ドイツ人民党 (GDVP)                       |
| 7  | ルドルフ・ラメク Rudolf Ramek                              |                | キリスト教 社会党 (CS)                   | 1924年11月20日 - 1926年10月20日 | 大ドイツ人民党 (GDVP)                       |
| 8  | イグナーツ・ザイペル Ignaz Seipel （第2次）                |                | キリスト教 社会党 (CS)                   | 1926年10月20日 - 1929年5月4日   | 大ドイツ人民党 (GDVP) 農民同盟              |
| 9  | エルンスト・シュトレールヴィッツ Ernst Streeruwitz         |                | キリスト教 社会党 (CS)                   | 1929年5月4日 - 1929年9月26日    | 農民同盟                                    |
| 10 | ヨハン・ショーバー Johann Schober （第3次）                |                | 無所属 （官僚）                          | 1929年9月26日 - 1930年9月30日   | キリスト教社会党 (CS)                       |
| 11 | カール・ファウゴイン Karl Vaugoin                          |                | キリスト教 社会党 (CS)                   | 1930年9月30日 - 1930年12月4日   | なし                                        |
| 12 | オットー・エンダー Otto Ender                              |                | キリスト教 社会党 (CS)                   | 1930年12月4日 - 1931年6月20日   | なし                                        |
| 13 | カール・ブレシュ Karl Buresch                              |                | キリスト教 社会党 (CS)                   | 1931年6月20日 - 1932年5月20日   | 農民同盟                                    |
| 14 | エンゲルベルト・ドルフース Engelbert Dollfuß               |                | キリスト教 社会党 (CS)                   | 1932年5月20日 - 1933年3月4日    | 農民同盟 護国団                             |
| 14 | エンゲルベルト・ドルフース Engelbert Dollfuß               | 祖国戦線 (VF)  | 1933年3月4日 - 1934年7月25日             | 独裁政治 (オーストロファシズム) |                                             |
| 15 | クルト・シュシュニック Kurt Alois Josef Johann Schuschnigg |                | 祖国戦線 (VF)                            | 1934年7月29日 - 1938年3月11日   | 独裁政治 (オーストロファシズム)             |
| 16 | アルトゥル・ザイス＝インクヴァルト Arthur Seyß-Inquart     |                | 国家社会主義 ドイツ労働者党 （ナチス党） | 1938年3月11日 - 1938年3月13日   | ナチス・ドイツへ併合                        |

1. ↑  議会を停止して、民主政から独裁体制へと転換。ドルフースとシュシュニックを中心としたオーストロファシズム体制が形成された。
2. ↑  第一共和政最後の連邦大統領ヴィルヘルム・ミクラスは、ナチス体制から強い圧力を受けて、オーストリア国家社会主義者のザイス＝インクヴァルトを連邦首相に任命した。ザイス＝インクヴァルトはドイツへの合邦を進めるために、連邦首相の機能を停止させた。

### 第二共和政
| 代 | 連邦首相の氏名                                                                                             | 連邦首相の氏名                                                                                             | 所属政党                                                                                                   | 内閣 | 就任年月日                                                                                                 | 退任年月日                                                                                                 | 連立与党                                                                                                   | 期           |
| -- | --- | --- | --- | --- | --- | --- | --- | ------------ |
| 17 | カール・レンナー Karl Renner (Staatskanzler)                                                               | | オーストリア 社会党 (SPÖ)                                                                                  | 臨時 内閣                                                                                                  | 1945年4月27日                                                                                              | 1945年12月20日                                                                                             | 国民党 (ÖVP) 共産党 (KPÖ)                                                                                  | －           |
| 18 | レオポルト・フィグル Leopold Figl                                                                          | | オーストリア 国民党 (ÖVP)                                                                                  | 第1次 | 1945年12月20日                                                                                             | 1949年11月8日                                                                                              | 社会党 (SPÖ)                                                                                               | 1            |
| 18 | レオポルト・フィグル Leopold Figl                                                                          | 第2次 | オーストリア 国民党 (ÖVP)                                                                                  | 1949年11月8日                                                                                              | 1952年10月28日                                                                                             | 2 | 社会党 (SPÖ)                                                                                               |              |
| 18 | レオポルト・フィグル Leopold Figl                                                                          | 第3次 | オーストリア 国民党 (ÖVP)                                                                                  | 1952年10月28日                                                                                             | 1953年4月2日                                                                                               | 2 | 社会党 (SPÖ)                                                                                               |              |
| 19 | ユリウス・ラープ Julius Raab                                                                               | | オーストリア 国民党 (ÖVP)                                                                                  | 第1次 | 1953年4月2日                                                                                               | 1956年6月29日                                                                                              | 社会党 (SPÖ)                                                                                               | 3            |
| 19 | ユリウス・ラープ Julius Raab                                                                               | 第2次 | オーストリア 国民党 (ÖVP)                                                                                  | 1956年6月29日                                                                                              | 1959年7月16日                                                                                              | 4 | 社会党 (SPÖ)                                                                                               |              |
| 19 | ユリウス・ラープ Julius Raab                                                                               | 第3次 | オーストリア 国民党 (ÖVP)                                                                                  | 1959年7月16日                                                                                              | 1960年11月3日                                                                                              | 5 | 社会党 (SPÖ)                                                                                               |              |
| 19 | ユリウス・ラープ Julius Raab                                                                               | 第4次 | オーストリア 国民党 (ÖVP)                                                                                  | 1960年11月3日                                                                                              | 1961年4月11日                                                                                              | 5 | 社会党 (SPÖ)                                                                                               |              |
| 20 | アルフォンス・ゴルバッハ Alfons Gorbach                                                                    | | オーストリア 国民党 (ÖVP)                                                                                  | 第1次 | 1961年4月11日                                                                                              | 5 | 1963年3月27日                                                                                              | 社会党 (SPÖ) |
| 20 | アルフォンス・ゴルバッハ Alfons Gorbach                                                                    | 第2次 | オーストリア 国民党 (ÖVP)                                                                                  | 1963年3月27日                                                                                              | 1964年4月2日                                                                                               | 6 | | 社会党 (SPÖ) |
| 21 | ヨゼフ・クラウス Josef Klaus                                                                               | | オーストリア 国民党 (ÖVP)                                                                                  | 第1次 | 1964年4月2日                                                                                               | 6 | 1966年4月19日                                                                                              | 社会党 (SPÖ) |
| 21 | ヨゼフ・クラウス Josef Klaus                                                                               | 第2次 | オーストリア 国民党 (ÖVP)                                                                                  | 1966年4月19日                                                                                              | 1970年4月21日                                                                                              | なし | 7 |              |
| 22 | ブルーノ・クライスキー Bruno Kreisky                                                                       | | オーストリア 社会党 (SPÖ)                                                                                  | 第1次 | 1970年4月21日                                                                                              | 1971年11月4日                                                                                              | なし | 8            |
| 22 | ブルーノ・クライスキー Bruno Kreisky                                                                       | 第2次 | オーストリア 社会党 (SPÖ)                                                                                  | 1971年11月4日                                                                                              | 1975年10月28日                                                                                             | 9 | なし |              |
| 22 | ブルーノ・クライスキー Bruno Kreisky                                                                       | 第3次 | オーストリア 社会党 (SPÖ)                                                                                  | 1975年10月28日                                                                                             | 1979年6月5日                                                                                               | 10 | なし |              |
| 22 | ブルーノ・クライスキー Bruno Kreisky                                                                       | 第4次 | オーストリア 社会党 (SPÖ)                                                                                  | 1979年6月5日                                                                                               | 1983年5月24日                                                                                              | 11 | なし |              |
| 23 | フレート・ジノヴァツ Fred Sinowatz                                                                         | | オーストリア 社会党 (SPÖ)                                                                                  | 第1次 | 1983年5月24日                                                                                              | 1986年6月16日                                                                                              | 自由党 (FPÖ)                                                                                               | 12           |
| 24 | フランツ・ヴラニツキー Franz Vranitzky                                                                     | | オーストリア 社会党 ↓ オーストリア 社会民主党 (SPÖ)                                                        | 第1次 | 1986年6月16日                                                                                              | 1987年1月21日                                                                                              | 自由党 (FPÖ)                                                                                               | 12           |
| 24 | フランツ・ヴラニツキー Franz Vranitzky                                                                     | 第2次 | オーストリア 社会党 ↓ オーストリア 社会民主党 (SPÖ)                                                        | 1987年1月21日                                                                                              | 1990年12月17日                                                                                             | 国民党 (ÖVP)                                                                                               | 13 |              |
| 24 | フランツ・ヴラニツキー Franz Vranitzky                                                                     | 第3次 | オーストリア 社会党 ↓ オーストリア 社会民主党 (SPÖ)                                                        | 1990年12月17日                                                                                             | 1994年11月29日                                                                                             | 国民党 (ÖVP)                                                                                               | 14 |              |
| 24 | フランツ・ヴラニツキー Franz Vranitzky                                                                     | 第4次 | オーストリア 社会党 ↓ オーストリア 社会民主党 (SPÖ)                                                        | 1994年11月29日                                                                                             | 1996年3月12日                                                                                              | 国民党 (ÖVP)                                                                                               | 15 |              |
| 24 | フランツ・ヴラニツキー Franz Vranitzky                                                                     | 第5次 | オーストリア 社会党 ↓ オーストリア 社会民主党 (SPÖ)                                                        | 1996年3月12日                                                                                              | 1997年1月28日                                                                                              | 国民党 (ÖVP)                                                                                               | 16 |              |
| 25 | ヴィクトル・クリーマ Viktor Klima                                                                          | | オーストリア 社会民主党 (SPÖ)                                                                              | 第1次 | 1997年1月28日                                                                                              | 2000年2月4日                                                                                               | 16 | 国民党 (ÖVP) |
| 26 | ヴォルフガング・シュッセル Wolfgang Schüssel                                                               | | オーストリア 国民党 (ÖVP)                                                                                  | 第1次 | 2000年2月4日                                                                                               | 2003年2月28日                                                                                              | 自由党 (FPÖ)                                                                                               | 17           |
| 26 | ヴォルフガング・シュッセル Wolfgang Schüssel                                                               | 第2次 | オーストリア 国民党 (ÖVP)                                                                                  | 2003年2月28日                                                                                              | 2005年4月17日                                                                                              | 18 | 自由党 (FPÖ)                                                                                               |              |
| 26 | ヴォルフガング・シュッセル Wolfgang Schüssel                                                               | 第2次 | オーストリア 国民党 (ÖVP)                                                                                  | 2005年4月17日                                                                                              | 2007年1月11日                                                                                              | 18 | 未来同盟 (BZÖ)                                                                                             |              |
| 27 | アルフレート・グーゼンバウアー Alfred Gusenbauer                                                           | | オーストリア 社会民主党 (SPÖ)                                                                              | 第1次 | 2007年1月11日                                                                                              | 2008年12月2日                                                                                              | 国民党 (ÖVP)                                                                                               | 19           |
| 28 | ヴェルナー・ファイマン Werner Faymann                                                                      | | オーストリア 社会民主党 (SPÖ)                                                                              | 第1次 | 2008年12月2日                                                                                              | 2013年12月16日                                                                                             | 国民党 (ÖVP)                                                                                               | 20           |
| 28 | ヴェルナー・ファイマン Werner Faymann                                                                      | 第2次 | オーストリア 社会民主党 (SPÖ)                                                                              | 2013年12月16日                                                                                             | 2016年5月9日                                                                                               | 21 | 国民党 (ÖVP)                                                                                               |              |
| － | 副首相のラインホルト・ミッターレーナー（オーストリア国民党）による臨時代行（2016年5月9日 - 2016年5月17日） | 副首相のラインホルト・ミッターレーナー（オーストリア国民党）による臨時代行（2016年5月9日 - 2016年5月17日） | 副首相のラインホルト・ミッターレーナー（オーストリア国民党）による臨時代行（2016年5月9日 - 2016年5月17日） | 副首相のラインホルト・ミッターレーナー（オーストリア国民党）による臨時代行（2016年5月9日 - 2016年5月17日） | 副首相のラインホルト・ミッターレーナー（オーストリア国民党）による臨時代行（2016年5月9日 - 2016年5月17日） | 副首相のラインホルト・ミッターレーナー（オーストリア国民党）による臨時代行（2016年5月9日 - 2016年5月17日） | 副首相のラインホルト・ミッターレーナー（オーストリア国民党）による臨時代行（2016年5月9日 - 2016年5月17日） |              |
| 29 | クリスティアン・ケルン Christian Kern                                                                      | | オーストリア 社会民主党 (SPÖ)                                                                              | 第1次 | 2016年5月17日                                                                                              | 21 | 2017年12月18日                                                                                             | 国民党 (ÖVP) |
| 30 | セバスティアン・クルツ Sebastian Kurz                                                                      | | オーストリア 国民党 (ÖVP)                                                                                  | 第1次 | 2017年12月18日                                                                                             | 2019年5月28日                                                                                              | 自由党 (FPÖ)                                                                                               | 22           |
| -  | ハルトヴィヒ・ロゲル Hartwig Löger                                                                         | | オーストリア 国民党 (ÖVP)                                                                                  | 暫定 | 2019年5月28日                                                                                              | 2019年6月3日                                                                                               | | 22           |
| 31 | ブリギッテ・ビアライン Brigitte Bierlein                                                                   | | 無所属 | 第1次 | 2019年6月3日                                                                                               | 2020年1月7日                                                                                               | | 22           |
| 32 | セバスティアン・クルツ Sebastian Kurz                                                                      | | オーストリア 国民党 (ÖVP)                                                                                  | 第2次 | 2020年1月7日                                                                                               | 2021年10月11日                                                                                             | 緑の党 (GRÜNE)                                                                                             | 23           |
| 33 | アレクサンダー・シャレンベルク Alexander Schallenberg                                                      | | オーストリア 国民党 (ÖVP)                                                                                  | 第1次 | 2021年10月11日                                                                                             | 2021年12月6日                                                                                              | 緑の党 (GRÜNE)                                                                                             | 23           |
| 34 | カール・ネーハマー Karl Nehammer                                                                           | | オーストリア 国民党 (ÖVP)                                                                                  | 第1次 | 2021年12月6日                                                                                              | 2025年1月10日                                                                                              | 緑の党 (GRÜNE)                                                                                             | 23           |
| -  | アレクサンダー・シャレンベルク Alexander Schallenberg                                                      | | オーストリア 国民党 (ÖVP)                                                                                  | 暫定 | 2025年1月10日                                                                                              | 2025年3月3日                                                                                               | 緑の党 (GRÜNE)                                                                                             | 23           |
| 35 | クリスティアン・シュトッカー                                                                               | | オーストリア 国民党 (ÖVP)                                                                                  | 第1次 | 2025年3月3日                                                                                               | 在任中 | 社会民主党 (SPÖ) NEOS                                                                                      | 24           |

## 副首相

### 第二共和政
| 副首相の氏名 | 副首相の氏名                                                   | 所属政党                   | 在任期間                       | 連邦首相                 | 連邦首相                       |
| ------------ | -------------------------------------------------------------- | -------------------------- | ------------------------------ | ------------------------ | ------------------------------ |
|              | アドルフ・シェルフ Adolf Schärf                                | オーストリア社会党 (SPÖ)   | 1945年12月20日 - 1957年5月22日 |                          | レオポルト・フィグル           |
|              | アドルフ・シェルフ Adolf Schärf                                | オーストリア社会党 (SPÖ)   | 1945年12月20日 - 1957年5月22日 | ユリウス・ラープ         |                                |
|              | ブルーノ・ピッターマン Bruno Pittermann                        | オーストリア社会党 (SPÖ)   | 1957年5月22日 - 1966年4月19日  |                          |                                |
|              | ブルーノ・ピッターマン Bruno Pittermann                        | オーストリア社会党 (SPÖ)   | 1957年5月22日 - 1966年4月19日  | アルフォンス・ゴルバッハ |                                |
|              | ブルーノ・ピッターマン Bruno Pittermann                        | オーストリア社会党 (SPÖ)   | 1957年5月22日 - 1966年4月19日  | ヨゼフ・クラウス         |                                |
|              | フリッツ・ボック Fritz Bock                                    | オーストリア国民党 (ÖVP)   | 1966年4月19日 - 1968年1月19日  |                          |                                |
|              | ヘルマン・ヴィットハルム Hermann Withalm                       | オーストリア国民党 (ÖVP)   | 1968年1月19日 - 1970年4月21日  |                          |                                |
|              | ルドルフ・ホイザー Rudolf Häuser                               | オーストリア社会党 (SPÖ)   | 1970年4月21日 - 1976年9月30日  |                          | ブルーノ・クライスキー         |
|              | ハネス・アンドロシュ Hannes Androsch                           | オーストリア社会党 (SPÖ)   | 1976年10月1日 - 1981年1月20日  |                          | ブルーノ・クライスキー         |
|              | フレート・ジノヴァツ Fred Sinowatz                             | オーストリア社会党 (SPÖ)   | 1981年1月20日 - 1983年5月24日  |                          | ブルーノ・クライスキー         |
|              | ノルベルト・シュテーガー Norbert Steger                        | オーストリア自由党 (FPÖ)   | 1983年5月24日 - 1987年1月21日  |                          | フレート・ジノヴァツ           |
|              | ノルベルト・シュテーガー Norbert Steger                        | オーストリア自由党 (FPÖ)   | 1983年5月24日 - 1987年1月21日  | フランツ・ヴラニツキー   |                                |
|              | アロイス・モック Alois Mock                                    | オーストリア国民党 (ÖVP)   | 1987年1月21日 - 1989年4月24日  |                          |                                |
|              | ヨセフ・リーグラー Josef Reigler                               | オーストリア国民党 (ÖVP)   | 1989年4月24日 - 1991年7月2日   |                          |                                |
|              | エアハルト・ブゼク Erhard Busek                                | オーストリア国民党 (ÖVP)   | 1991年7月2日 - 1995年5月4日    |                          |                                |
|              | ヴォルフガング・シュッセル Wolfgang Schüssel                   | オーストリア国民党 (ÖVP)   | 1995年5月4日 - 2000年2月4日    |                          |                                |
|              | ヴォルフガング・シュッセル Wolfgang Schüssel                   | オーストリア国民党 (ÖVP)   | 1995年5月4日 - 2000年2月4日    | ヴィクトル・クリーマ     |                                |
|              | ズザンネ・リース＝パサー Susanne Riess-Passer                  | オーストリア自由党 (FPÖ)   | 2000年2月4日 - 2003年2月28日   |                          | ヴォルフガング・シュッセル     |
|              | ヘルベルト・ハウプト Herbert Haupt                             | オーストリア自由党 (FPÖ)   | 2003年2月28日 - 2003年10月21日 |                          | ヴォルフガング・シュッセル     |
|              | フーベルト・ゴルバッハ Hubert Gorbach                          | オーストリア自由党 (FPÖ)   | 2003年10月21日 - 2005年4月17日 |                          | ヴォルフガング・シュッセル     |
|              | フーベルト・ゴルバッハ Hubert Gorbach                          | オーストリア未来同盟 (BZÖ) | 2005年4月17日 - 2007年1月11日  |                          | ヴォルフガング・シュッセル     |
|              | ヴィルヘルム・モルテラー Wilhelm Molterer                      | オーストリア国民党 (ÖVP)   | 2007年1月11日 - 2008年12月2日  |                          | アルフレート・グーゼンバウアー |
|              | ヨゼフ・プレル Josef Pröll                                     | オーストリア国民党 (ÖVP)   | 2008年12月2日 - 2011年4月21日  |                          | ヴェルナー・ファイマン         |
|              | ミヒャエル・シュピンデルエッガー Michael Spindelegger          | オーストリア国民党 (ÖVP)   | 2011年4月21日 - 2014年9月1日   |                          | ヴェルナー・ファイマン         |
|              | ラインホルト・ミッターレーナー Reinhold Mitterlehner           | オーストリア国民党 (ÖVP)   | 2014年9月1日 - 2017年5月17日   |                          | ヴェルナー・ファイマン         |
|              | ヴォルフガング・ブランドステッター Wolfgang Brandstetter       | 無所属                     | 2017年5月17日 - 2017年12月18日 |                          | セバスティアン・クルツ         |
|              | ハインツ＝クリスティアン・シュトラッヘ Heinz-Christian Strache | オーストリア自由党 (FPÖ)   | 2017年12月18日 - 2019年6月3日  |                          | セバスティアン・クルツ         |
|              | クレメンス・ヤブローナー Clemens Jabloner                      | 無所属                     | 2019年6月3日 - 2019年10月1日   |                          | ブリギッテ・ビアライン         |
|              | ヴェルナー・コグラー Werner Kogler                             | 緑の党 (GRÜNE)             | 2020年1月7日 -（在任中）       |                          | セバスティアン・クルツ         |